# داودا كاميلو
داودا كاميلو (بالفرنسية: Daouda Kamilou)‏ (مواليد 29 ديسمبر 1987 في أغاديز) لاعب كرة قدم نيجري دولي يجيد اللعب في خط الهجوم. يلعب لصالح نادي الاتحاد الليبي.

## روابط خارجية
- داودا كاميلو على موقع الاتحاد الدولي (مؤرشف)  (الإنجليزية)
- داودا كاميلو على موقع إي إس بي إن إف سي (الإنجليزية)
- داودا كاميلو على موقع قاعدة بيانات كرة القدم.إي يو (الإنجليزية)
- داودا كاميلو على موقع ناشيونال فوتبول تيمز (الإنجليزية)
- داودا كاميلو على موقع Soccerway.com (الإنجليزية)
- داودا كاميلو على موقع عالم كرة القدم.نت (الإنجليزية)
- داودا كاميلو على موقع كووورة